# Irving Penn
Irving Penn, född 16 juni 1917 i Plainfield i New Jersey, död 7 oktober 2009 på Manhattan i New York, var en amerikansk fotograf, främst känd för sina porträtt- och modebilder.
Han fotograferade bland andra Pablo Picasso, Marc Chagall, Igor Stravinskij, Salvador Dalí, Marcel Duchamp – och även Ingmar Bergman. Ett fotoporträtt av Bergman såldes 2009 för 624 000 kronor (520 000 kronor + 20 % avgift) på Bukowskis. Detta fotografi är donerat till Statens Porträttsamling på Gripsholms slott. Penn gjorde själv en stor donation av 100 av sina fotografier till Moderna Museet i Stockholm, till minne av sin svenska hustru, Lisa Fonssagrives-Penn. 
År 1985 fick han Hasselbladpriset. Han var äldre bror till regissören Arthur Penn.